# Trirhithrum viride
Trirhithrum viride är en tvåvingeart som beskrevs av Munro 1934. Trirhithrum viride ingår i släktet Trirhithrum och familjen borrflugor. Inga underarter finns listade i Catalogue of Life.